# Sydamerikansk lungefisk
Den Sydamerikanske lungefisk, Lepidosiren paradoxa, er den eneste art af lungefisk, som findes i sumpe og i det langsomme vand i floderne Amazonas, Paraguay og i den lavere del af afvandingsarealet i Paraná i Sydamerika. Fisken er det eneste medlem af sin familie Lepidosirenidae. Relativt lidt er kendt om den sydamerikanske lungefisk.
Andre almindelige navne for arten inkluderer Amerikansk mudderfisk og skællede salamander-fisk. På portugisisk er den også kendt som piramboia, pirarucu-bóia, traíra-bóia og caramuru.